# Marienkirche (Dühren)

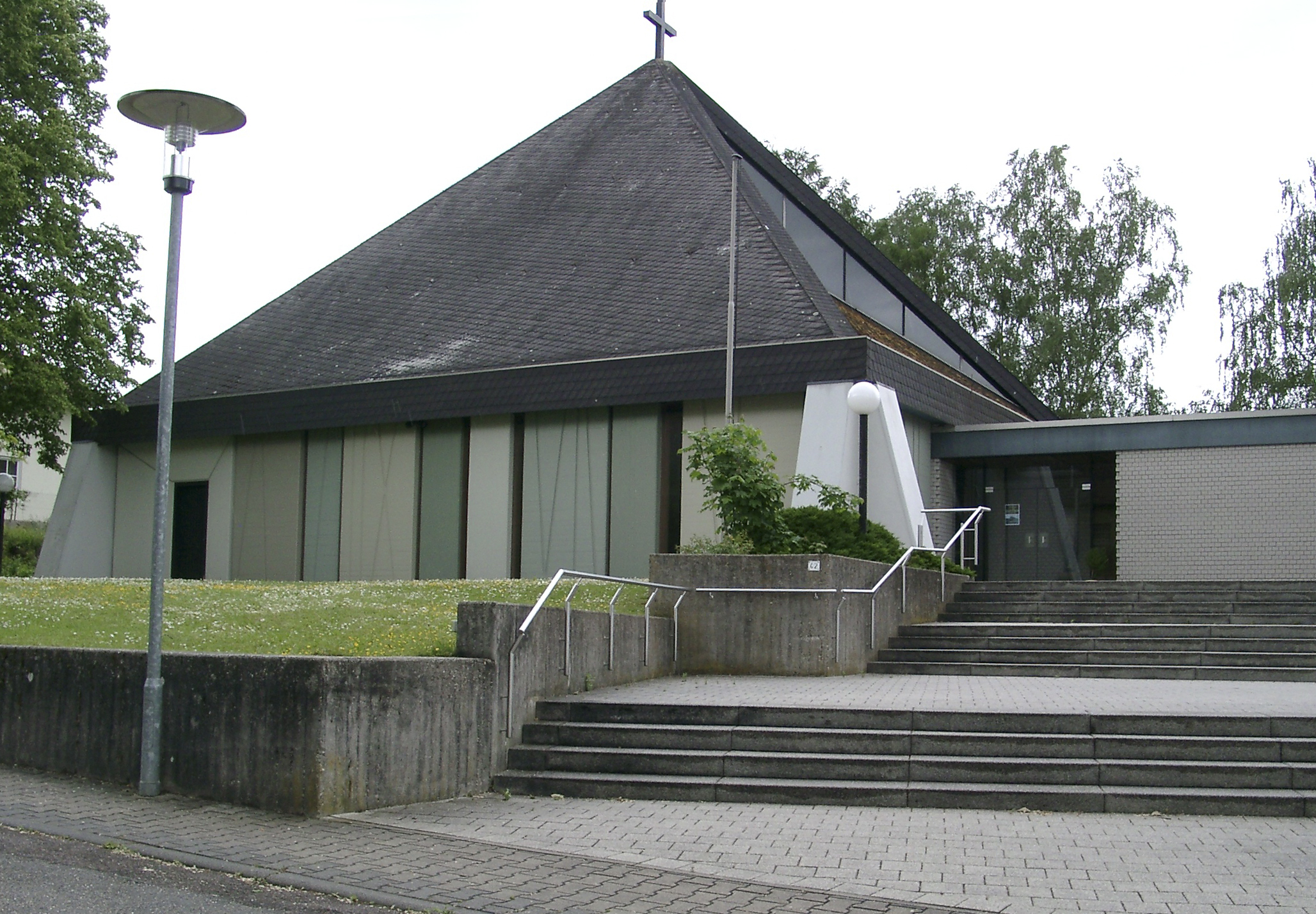
Marienkirche in Dühren

Die römisch-katholische Marienkirche in Dühren, einem Stadtteil der Großen Kreisstadt Sinsheim im Rhein-Neckar-Kreis im nördlichen Baden-Württemberg, wurde 1972 errichtet. Die Kirche geht auf eine 1853 geweihte Kapelle zurück und besitzt noch Glocken des Vorgängerbauwerks.

## Geschichte
Die zahlenmäßig geringen Katholiken in Dühren verfügten um die Mitte des 19. Jahrhunderts über einen Betsaal im Haus des Lorenz Denk. Dieses Gebäude brannte 1852 nieder, so dass im Folgejahr eine katholische Kapelle errichtet und geweiht wurde. Eine größere katholische Gemeinde bildete sich in Dühren nach dem Zweiten Weltkrieg, der Bau der heutigen Kirche hat sich jedoch noch längere Zeit verzögert und fand erst 1972 statt. In die Kirche wurden die Glocken des Vorgängerbauwerks übernommen.

## Glocken
Die alte katholische Kapelle erhielt 1855 auf eine Stiftung der Gebrüder Spieler hin ihre erste Glocke. 1880 wurde eine weitere Glocke bei der Glockengießerei Bachert in Dallau gegossen. Die Glocke von 1880 musste im Ersten Weltkrieg zu Rüstungszwecken abgeliefert werden. 1925 kam auf eine Stiftung von Karl Wilhelm Bauer hin erneut eine zweite Glocke in die Kirche, die jedoch bereits 1937 umgegossen werden musste. Im Zweiten Weltkrieg musste dann die alte Glocke von 1855 abgeliefert werden, woraufhin man auf eine Stiftung von F. Denk hin 1955 bei Friedrich Wilhelm Schilling in Heidelberg eine neue Glocke gießen ließ.
Das Geläut der Kirche besteht heute aus den beiden Glocken von 1937 und 1955. Die Glocke von 1937 wurde bei Bachert in Karlsruhe (um)gegossen, hat einen Durchmesser von 42,5 cm und trägt die Inschrift AVE MARIA. GESTIFTET VON KARL WILHELM BAUER. 1937 UMGEGOSSEN GEBRÜDER BACHERT KARLSRUHE A. RH. und zeigt symbolhaft die Jungfrau Maria mit dem Kind. Die Glocke von 1955 hat einen Durchmesser von 56 cm und trägt die Inschrift FAC NOS INNOCUAM DECUPRERE VITAM. GESTIFTET VON F. DENK und ist mit symbolhaften Darstellungen von Josef und Jesus versehen.